# Коновалов, Александр Тимофеевич
Александр Тимофеевич Коновалов (1927—1986) — деятель советских правоохранительных органов, хозяйственный и государственный деятель, генерал-лейтенант. Председатель Ставропольского городского исполкома Совета депутатов трудящихся (1971—1974). Начальник УМВД Ставропольского края (1974—1986).

## Биография
Родился 26 августа 1927 года в селе Курковичи, Воронежского района Брянской области в семье служащих. 
С  1944 года в период Великой Отечественной войны после окончания восьми классов Рыльской средней школы, в возрасте семнадцати лет, А. Т. Коновалов был призван в ряды Рабоче-Крестьянской Красной армии направлен в действующую армию. Участник Великой Отечественной войны и Советско-японской войны в составе Дальневосточного фронта, служил в звании красноармейца —  начальника радиостанции. За участие в войне был награждён орденом Отечественной войны 1-й степени. 
В 1951 году был демобилизован из рядов Советской армии. С 1951 по 1953 годы  проходил обучение в Ростовской юридической школе. С 1953 по 1962 годы работал в  следственных органах прокуратуры — стажёром следователя и следователем, заместителем прокурора районных и городских отделов в Ростовской области, Калининской области и на Ставрополье. Без отрыва от основной деятельности с 1953 по 1958 годы обучался во Всесоюзном юридическом заочном институте. С 1962 года — заведующий отдела административных и торгово-финансовых органов Пятигорского городского комитета КПСС. С 1962 по 1966 год А. Т. Коновалов работал — прокурором городов Ессентуки и  Пятигорска.
С 1966 по 1971 годы А. Т. Коновалов в течение пяти лет был — председателем исполнительного комитета Пятигорского городского Совета депутатов трудящихся. С 1971 по 1974 год избирался — председателем исполнительного комитета Ставропольского городского Совета депутатов трудящихся. В 1972 году закончил заочное отделение Высшей партийной школы при ЦК КПСС.
С 1974 по 1986 годы, в течение двенадцати лет, А. Т. Коновалов занимал должность — начальника Управления внутренних дел Ставропольского края.
Помимо основной деятельности А. Т. коновалов занимался и общественно-политической работой с 1962 года избирался депутатом  Ессентуковского, Пятигорского и Ставропольского городских Советов депутатов трудящихся и членом Ессентуковского, Пятигорского и Ставропольского городских комитетов КПСС. С 1968 года избирался — депутатом Ставропольского краевого Совета депутатов трудящихся и членом (с 1971 года членом исполнительного комитета) Ставропольского краевого комитета КПСС. 
Скончался 21 февраля 1986 года в Ставрополе.

## Награды
- Орден Отечественной войны I степени
- Орден Трудового Красного Знамени
- Орден Дружбы народов
- Медаль «За боевые заслуги»
- Медаль «За победу над Германией в Великой Отечественной войне 1941—1945 гг.»
- Медаль «За победу над Японией»

## Память
- На здании Главного управления МВД РФ по Ставропольскому краю была установлена мемориальная доска А. Т. Коновалову